# V3 Zip
V3 Zip은 V3 백신으로 유명한 안랩에서 개발한 압축 프로그램이다.

## 시스템 사양
하드웨어 사양
| 구분 | 지원 사양          |
| ---- | ------------------ |
| CPU  | Intel Core i3 이상 |
| RAM  | 2GB 이상           |
| HDD  | 1GB                |

운영체제
- 윈도우 7, 윈도우 8, 윈도우 8.1, 윈도우 10, 윈도우 서버 2000, 윈도우 서버 2003, 윈도우 서버 2008  32/64비트 지원

## 같이 보기
- 압축 소프트웨어의 비교